# Contrat consensuel
Un contrat est consensuel lorsqu'il se forme par le seul échange des consentements des parties, quel qu'en soit le mode d'expression. Ce contrat est soumis au consensualisme.